# 나박김치

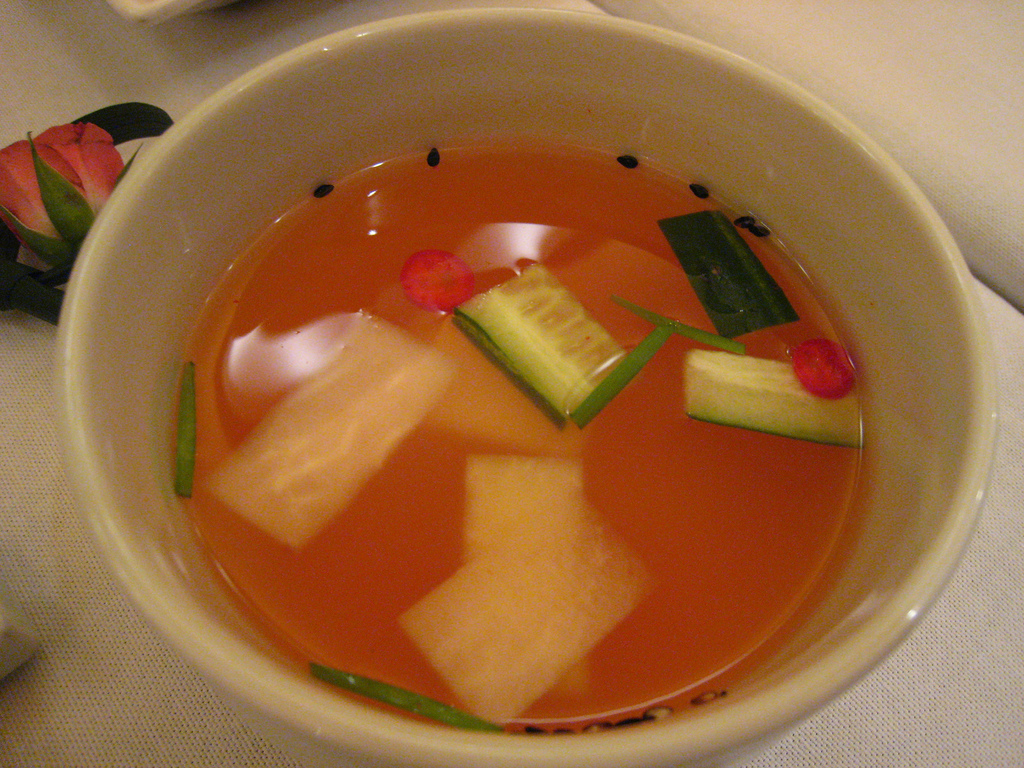
나박김치

나박김치는 무를 얇고 네모지게 썰어 고춧가루를 넣어 절였다가 파, 생강, 마늘, 미나리, 실고추, 사과와 배 등을 넣어서 국물을 부어 만드는 물김치이다.

## 같이 보기
- 조선무